# Conférence de presse

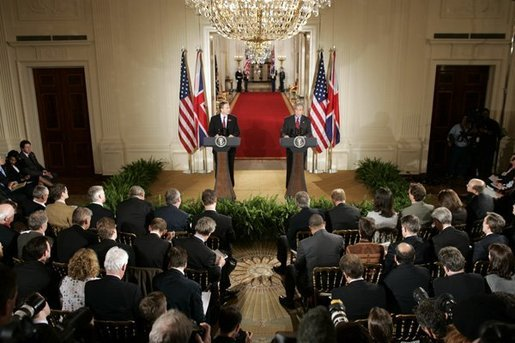
Conférence de presse commune donnée par le président des États-Unis George W. Bush et le Premier ministre du Royaume-Uni Tony Blair, à la Maison-Blanche.

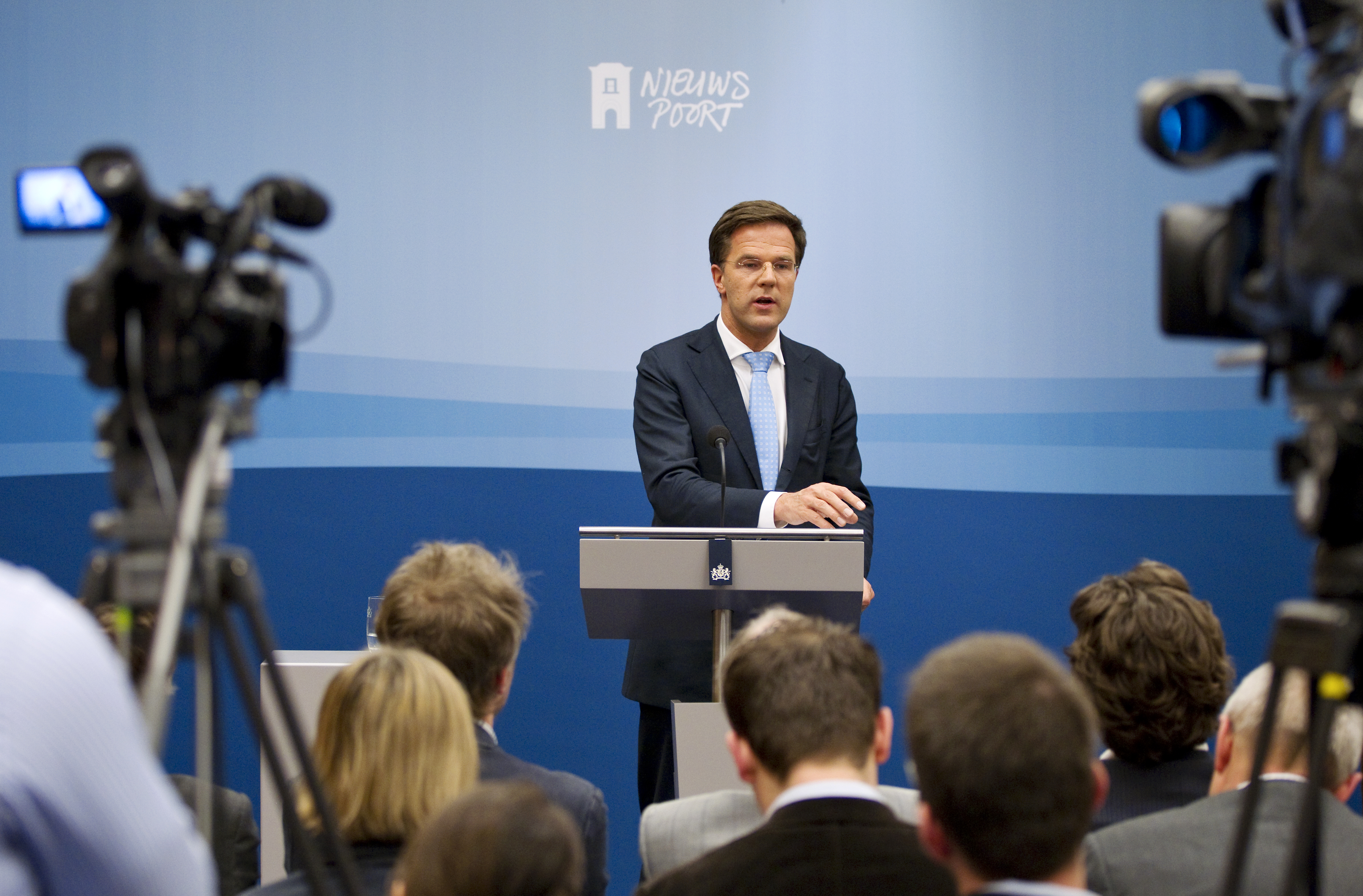
Conférence de presse du Premier ministre des Pays-Bas Mark Rutte à La Haye, à la sortie du conseil des ministres hebdomadaire.

Une conférence de presse est un événement médiatique au cours duquel des personnalités qui font l'actualité  convient des journalistes à les écouter et, le plus souvent, à leur poser des questions. Quand la conférence est tenue conjointement par plusieurs personnalités, on parle de « conférence de presse commune ».
La conférence de presse cible les journalistes, blogueurs et tous les influenceurs du web aptes à diffuser une information fiable autour d’une actualité. Ces informations peuvent concerner une institution, une entreprise, une marque. L’objectif pour le conférencier se rapporte donc à divulguer une information assez pertinente pour qu’elle soit digne d'être relayée dans les médias. 
Au nombre des personnes ou entités susceptibles de donner des conférences de presse, on trouve régulièrement des hommes politiques, des célébrités, des équipes sportives, des avocats lors de procès, des studios de cinéma, des sociétés commerciales lors de la sortie d'un produit, etc. Le but recherché via une conférence de presse est d'obtenir une publicité gratuite de la part des médias.

## Objectifs de la conférence de presse
Selon une fiche méthodologique en ligne du CNRS, les objectifs d'une conférence de presse sont : 
- annoncer une actualité importante, une information complexe ou sensible,
- lancer un événement ou une opération spéciale,
- présenter un dispositif d'information (une campagne de communication, un rapport, etc.) ou un bilan d'action,
- faire visiter (en avant-première) un site, un monument historique (un nouveau musée) ou un lieu stratégique,
- permettre aux journalistes de rencontrer une personnalité de tout premier plan ou à laquelle ils ont difficilement accès.

## Les outils utiles à la préparation de la conférence de presse
En amont de la conférence : un système d'invitation performant et flexible (possibilité d'accepter l'invitation avant le jour de l'événement tout comme la possibilité de l'annuler).
La rédaction d'un dossier de presse avec les temps forts de la conférence et les informations essentielles à diffuser aux journalistes.
Un lieu pertinent selon le thème de la conférence : suffisamment grand pour accueillir les médias et suffisamment attrayant pour les faire venir. 
Une présentation dynamique : capter l'attention des journalistes tout au long de la conférence avec un discours attractif, des animations interactives et éventuellement des produits dérivés. 
Reporter la conférence en direct sur internet : les absents pourront ainsi y assister. 